# Llista d'asteroides/189401-189500
| Nom      | Designació provisional | Data de descobriment   | Lloc de descobriment | Descobridor/s                                          |
| -------- | ---------------------- | ---------------------- | -------------------- | ------------------------------------------------------ |
| 189401 - | 2008 KH4               | 27 de maig de 2008     | Kitt Peak            | Spacewatch                                             |
| 189402 - | 2008 KG7               | 26 de maig de 2008     | Kitt Peak            | Spacewatch                                             |
| 189403 - | 2008 KW13              | 27 de maig de 2008     | Kitt Peak            | Spacewatch                                             |
| 189404 - | 2008 KV31              | 29 de maig de 2008     | Kitt Peak            | Spacewatch                                             |
| 189405 - | 2008 KP35              | 27 de maig de 2008     | Kitt Peak            | Spacewatch                                             |
| 189406 - | 4835 P-L               | 24 de setembre de 1960 | Palomar              | C. J. van Houten, I. van Houten-Groeneveld, T. Gehrels |
| 189407 - | 3283 T-2               | 30 de setembre de 1973 | Palomar              | C. J. van Houten, I. van Houten-Groeneveld, T. Gehrels |
| 189408 - | 1989 CA3               | 4 de febrer de 1989    | La Silla             | E. W. Elst                                             |
| 189409 - | 1992 SC10              | 27 de setembre de 1992 | Kitt Peak            | Spacewatch                                             |
| 189410 - | 1993 FO51              | 17 de març de 1993     | La Silla             | UESAC                                                  |
| 189411 - | 1993 TZ26              | 9 d'octubre de 1993    | La Silla             | E. W. Elst                                             |
| 189412 - | 1993 TZ43              | 10 d'octubre de 1993   | La Silla             | H. Debehogne, E. W. Elst                               |
| 189413 - | 1994 PA16              | 10 d'agost de 1994     | La Silla             | E. W. Elst                                             |
| 189414 - | 1994 UG6               | 28 d'octubre de 1994   | Kitt Peak            | Spacewatch                                             |
| 189415 - | 1995 UF18              | 18 d'octubre de 1995   | Kitt Peak            | Spacewatch                                             |
| 189416 - | 1995 WU14              | 17 de novembre de 1995 | Kitt Peak            | Spacewatch                                             |
| 189417 - | 1996 BG10              | 21 de gener de 1996    | Kitt Peak            | Spacewatch                                             |
| 189418 - | 1996 EL6               | 11 de març de 1996     | Kitt Peak            | Spacewatch                                             |
| 189419 - | 1996 EY9               | 12 de març de 1996     | Kitt Peak            | Spacewatch                                             |
| 189420 - | 1996 GJ10              | 13 d'abril de 1996     | Kitt Peak            | Spacewatch                                             |
| 189421 - | 1997 LK5               | 8 de juny de 1997      | Kitt Peak            | Spacewatch                                             |
| 189422 - | 1997 OB2               | 29 de juliol de 1997   | Mallorca             | À. López, R. Pacheco                                   |
| 189423 - | 1997 PP2               | 7 d'agost de 1997      | Lake Clear           | K. A. Williams                                         |
| 189424 - | 1997 SK2               | 25 de setembre de 1997 | Kleť                 | Kleť                                                   |
| 189425 - | 1997 SF9               | 27 de setembre de 1997 | Kitt Peak            | Spacewatch                                             |
| 189426 - | 1997 SF33              | 30 de setembre de 1997 | Kitt Peak            | Spacewatch                                             |
| 189427 - | 1997 TE5               | 1 d'octubre de 1997    | Caussols             | ODAS                                                   |
| 189428 - | 1998 HB2               | 19 d'abril de 1998     | Kitt Peak            | Spacewatch                                             |
| 189429 - | 1998 HS118             | 23 d'abril de 1998     | Socorro              | LINEAR                                                 |
| 189430 - | 1998 HH145             | 21 d'abril de 1998     | Socorro              | LINEAR                                                 |
| 189431 - | 1998 OV5               | 29 de juliol de 1998   | Caussols             | ODAS                                                   |
| 189432 - | 1998 QJ29              | 22 d'agost de 1998     | Xinglong             | Beijing Schmidt CCD Asteroid Program                   |
| 189433 - | 1998 QR49              | 17 d'agost de 1998     | Socorro              | LINEAR                                                 |
| 189434 - | 1998 QR87              | 24 d'agost de 1998     | Socorro              | LINEAR                                                 |
| 189435 - | 1998 QH104             | 26 d'agost de 1998     | La Silla             | E. W. Elst                                             |
| 189436 - | 1998 RN42              | 14 de setembre de 1998 | Socorro              | LINEAR                                                 |
| 189437 - | 1998 RS46              | 14 de setembre de 1998 | Socorro              | LINEAR                                                 |
| 189438 - | 1998 RO62              | 14 de setembre de 1998 | Socorro              | LINEAR                                                 |
| 189439 - | 1998 SR34              | 26 de setembre de 1998 | Socorro              | LINEAR                                                 |
| 189440 - | 1998 SZ42              | 20 de setembre de 1998 | Xinglong             | Beijing Schmidt CCD Asteroid Program                   |
| 189441 - | 1998 SG84              | 26 de setembre de 1998 | Socorro              | LINEAR                                                 |
| 189442 - | 1998 SP93              | 26 de setembre de 1998 | Socorro              | LINEAR                                                 |
| 189443 - | 1998 SP122             | 26 de setembre de 1998 | Socorro              | LINEAR                                                 |
| 189444 - | 1998 SG154             | 26 de setembre de 1998 | Socorro              | LINEAR                                                 |
| 189445 - | 1998 TJ7               | 15 d'octubre de 1998   | Catalina             | CSS                                                    |
| 189446 - | 1998 VV8               | 10 de novembre de 1998 | Socorro              | LINEAR                                                 |
| 189447 - | 1998 WK7               | 23 de novembre de 1998 | Socorro              | LINEAR                                                 |
| 189448 - | 1998 WV27              | 18 de novembre de 1998 | Kitt Peak            | Spacewatch                                             |
| 189449 - | 1998 XV28              | 14 de desembre de 1998 | Socorro              | LINEAR                                                 |
| 189450 - | 1999 BT28              | 18 de gener de 1999    | Kitt Peak            | Spacewatch                                             |
| 189451 - | 1999 ED                | 9 de març de 1999      | Prescott             | P. G. Comba                                            |
| 189452 - | 1999 EZ7               | 12 de març de 1999     | Kitt Peak            | Spacewatch                                             |
| 189453 - | 1999 FX96              | 19 de març de 1999     | Kitt Peak            | Spacewatch                                             |
| 189454 - | 1999 JL100             | 12 de maig de 1999     | Socorro              | LINEAR                                                 |
| 189455 - | 1999 NH57              | 12 de juliol de 1999   | Socorro              | LINEAR                                                 |
| 189456 - | 1999 RX3               | 4 de setembre de 1999  | Catalina             | CSS                                                    |
| 189457 - | 1999 RS30              | 8 de setembre de 1999  | Socorro              | LINEAR                                                 |
| 189458 - | 1999 RO31              | 4 de setembre de 1999  | Ondřejov             | L. Šarounová                                           |
| 189459 - | 1999 RC85              | 7 de setembre de 1999  | Socorro              | LINEAR                                                 |
| 189460 - | 1999 RQ98              | 7 de setembre de 1999  | Socorro              | LINEAR                                                 |
| 189461 - | 1999 RA121             | 9 de setembre de 1999  | Socorro              | LINEAR                                                 |
| 189462 - | 1999 RC140             | 9 de setembre de 1999  | Socorro              | LINEAR                                                 |
| 189463 - | 1999 RL141             | 9 de setembre de 1999  | Socorro              | LINEAR                                                 |
| 189464 - | 1999 RT167             | 9 de setembre de 1999  | Socorro              | LINEAR                                                 |
| 189465 - | 1999 RO200             | 8 de setembre de 1999  | Socorro              | LINEAR                                                 |
| 189466 - | 1999 RG202             | 8 de setembre de 1999  | Socorro              | LINEAR                                                 |
| 189467 - | 1999 RO219             | 4 de setembre de 1999  | Catalina             | CSS                                                    |
| 189468 - | 1999 RT223             | 7 de setembre de 1999  | Catalina             | CSS                                                    |
| 189469 - | 1999 SH9               | 29 de setembre de 1999 | Socorro              | LINEAR                                                 |
| 189470 - | 1999 TB8               | 7 d'octubre de 1999    | Črni Vrh             | Črni Vrh                                               |
| 189471 - | 1999 TU76              | 10 d'octubre de 1999   | Kitt Peak            | Spacewatch                                             |
| 189472 - | 1999 TS160             | 9 d'octubre de 1999    | Socorro              | LINEAR                                                 |
| 189473 - | 1999 TK219             | 1 d'octubre de 1999    | Catalina             | CSS                                                    |
| 189474 - | 1999 TP219             | 1 d'octubre de 1999    | Catalina             | CSS                                                    |
| 189475 - | 1999 TS249             | 9 d'octubre de 1999    | Catalina             | CSS                                                    |
| 189476 - | 1999 TF256             | 9 d'octubre de 1999    | Socorro              | LINEAR                                                 |
| 189477 - | 1999 TT313             | 8 d'octubre de 1999    | Kitt Peak            | Spacewatch                                             |
| 189478 - | 1999 UR7               | 29 d'octubre de 1999   | Catalina             | CSS                                                    |
| 189479 - | 1999 UO9               | 31 d'octubre de 1999   | Socorro              | LINEAR                                                 |
| 189480 - | 1999 UG23              | 28 d'octubre de 1999   | Catalina             | CSS                                                    |
| 189481 - | 1999 UD38              | 17 d'octubre de 1999   | Kitt Peak            | Spacewatch                                             |
| 189482 - | 1999 UT47              | 30 d'octubre de 1999   | Catalina             | CSS                                                    |
| 189483 - | 1999 VG76              | 5 de novembre de 1999  | Kitt Peak            | Spacewatch                                             |
| 189484 - | 1999 VY159             | 14 de novembre de 1999 | Socorro              | LINEAR                                                 |
| 189485 - | 1999 VY164             | 14 de novembre de 1999 | Socorro              | LINEAR                                                 |
| 189486 - | 1999 XS8               | 5 de desembre de 1999  | Socorro              | LINEAR                                                 |
| 189487 - | 1999 XM79              | 7 de desembre de 1999  | Socorro              | LINEAR                                                 |
| 189488 - | 1999 XS106             | 4 de desembre de 1999  | Catalina             | CSS                                                    |
| 189489 - | 1999 XX216             | 13 de desembre de 1999 | Kitt Peak            | Spacewatch                                             |
| 189490 - | 1999 XT217             | 13 de desembre de 1999 | Kitt Peak            | Spacewatch                                             |
| 189491 - | 1999 XY224             | 13 de desembre de 1999 | Kitt Peak            | Spacewatch                                             |
| 189492 - | 1999 XZ253             | 12 de desembre de 1999 | Kitt Peak            | Spacewatch                                             |
| 189493 - | 1999 XL257             | 7 de desembre de 1999  | Socorro              | LINEAR                                                 |
| 189494 - | 1999 YY3               | 19 de desembre de 1999 | Socorro              | LINEAR                                                 |
| 189495 - | 1999 YO6               | 30 de desembre de 1999 | Socorro              | LINEAR                                                 |
| 189496 - | 2000 AW36              | 3 de gener de 2000     | Socorro              | LINEAR                                                 |
| 189497 - | 2000 AQ44              | 5 de gener de 2000     | Kitt Peak            | Spacewatch                                             |
| 189498 - | 2000 AW46              | 4 de gener de 2000     | Socorro              | LINEAR                                                 |
| 189499 - | 2000 AV92              | 3 de gener de 2000     | Socorro              | LINEAR                                                 |
| 189500 - | 2000 AK125             | 5 de gener de 2000     | Socorro              | LINEAR                                                 |